# El palacio (película de 2023)
The Palace es una película de comedia negra de 2023 dirigida por Roman Polanski, quien coescribió el guion con Jerzy Skolimowski y Ewa Piaskowska. Está protagonizada por Oliver Masucci, Fanny Ardant, John Cleese, Joaquim de Almeida, Sydne Rome, Barbareschi, Milan Peschel, Bronwyn James, Fortunato Cerlino, Michelle Shapa y Mickey Rourke. Narra los contratiempos de una cena de Nochevieja de 1999 en el Palacio de Gstaad, desde misteriosas figuras poderosas hasta la explotación del problema del año 2000 para obtener beneficios económicos de un invitado.
La película tuvo su estreno mundial en el 80.º Festival Internacional de Cine de Venecia el 2 de septiembre de 2023, antes de su estreno en cines en Italia el 28 de septiembre de 2023 por RAI. Recaudó 338.768 dólares en taquilla y fue criticada por su humor, y calificada por algunos como la peor película de Polanski.

## Trama
Nochevieja de 1999. En el Palacio de Gstaad se prepara una de las fiestas de fin de año más importantes de la historia. El director Hansueli Kopf y su equipo hacen todo lo posible para satisfacer los caprichos de sus invitados, todos miembros de la alta sociedad. Entre ellos se encuentra Bongo, una ex estrella porno italiana cuya carrera está estancada desde hace tiempo; el Dr. Lima, un famoso cirujano plástico cuyos cuestionables trabajos son visibles en los rostros de algunos invitados, junto con su esposa que padece de la enfermedad de Alzheimer; la marquesa de la Valle, una anciana noble que ama a su perro más que a los humanos; Arthur William Dallas III, un rico magnate de unos noventa años que celebrará su primer aniversario de boda con la ingenua Magnolia, setenta años menor que él; finalmente, el turbio Bill Crush, que se jacta de ser rico pero parece malo en los negocios.
Mientras se llevan a cabo los preparativos, un grupo de huéspedes rusos llega al hotel liderados por el ambiguo Anton, quien le pide a Hansueli que guarde unas maletas con un contenido misterioso en la bóveda del hotel, que hace tiempo que está en desuso: la única llave es entregada a Anton. Poco después, los rusos presenciaron en directo por televisión la dimisión de Borís Yeltsin y el traspaso del poder a Vladímir Putin.
Son muchas las desventuras caóticas que preceden a la gran fiesta nocturna, que Hansueli deberá remediar con su envidiable aplomo. Mientras tanto, Bill Crush intenta aprovechar el Millennium Bug para aumentar drásticamente su ya escasa riqueza, valiéndose del seráfico banquero Caspar Tell: a cambio de su ayuda, Crush ofrece a Tell un cuantioso soborno que llevará al modesto y reprimido empleado a hacerse rico. y cambiar su vida. El plan de Crush, sin embargo, se ve cuestionado por la repentina llegada de un checo que dice ser su hijo secreto, junto con toda su familia: Crush niega que el hombre pueda ser su hijo y se niega a reunirse con ellos. Como resultado, Hansueli se ve obligado a hospedarlos en varias áreas del hotel, lejos de miradas indiscretas.
Mientras tanto, la marquesa tiene un problema con su perro, en cuyos excrementos cree ver la confirmación de sus temores sobre el fin del mundo; la intervención del doctor Lima (que luego también será solicitada por Bongo, que se rompe la nariz mientras esquía) revela que el perrito, acostumbrado a comer caviar, sólo tiene una parasitosis banal, que el cirujano teme que también afecte a la mujer. La marquesa se consolará con los servicios de un apuesto fontanero polaco.
Dallas y Magnolia celebran su aniversario con excéntricas celebraciones que incluyen incluso la presencia de un pingüino real: su relación, en realidad, es objeto de chismes debido a la notable diferencia de edad entre ambos. Cuando Dallas muere durante un frenético encuentro sexual, Magnolia pide la ayuda de Hansueli: debido a un tecnicismo legal, la chica sólo podrá heredar la enorme fortuna de Dallas después de medianoche, al final de un año efectivo de matrimonio. Por ello, el director intentará retrasar unas horas la muerte del magnate, utilizando métodos bastante extraños.
Poco después del inicio de la fiesta, llega el embajador ruso y le revela a Anton que con la nueva situación política del país, el dinero escondido en los maletines debe desaparecer, por lo que podrá repartirse entre todos los invitados rusos. Mientras tanto, Tell, invitado a la fiesta por Crush, tiene dudas que cuestionan su plan: cuando el banquero, sin querer, toma la marihuana que le ofrecen las chicas rusas que siguen a Anton, se libera de sus inhibiciones y comienza a gastar el dinero que todavía no hay en champán muy caro. Crush, al encontrar una deuda de más de 12.000 dólares en su cuenta, emprende una furiosa búsqueda de su cómplice, perdido entre los demás invitados, pero sufre un infarto: es rescatado por Hansueli y el supuesto hijo de Crush.
Al final de la fiesta, el embajador ruso y Anton van a la bóveda para dividir el dinero, pero Anton, sin darse cuenta, encierra el otro dentro junto con la única llave. Cuando acude a Hansueli para pedirle ayuda, el director, exhausto de tener que lidiar todo el día con los problemas de otras personas, le ordena que se ocupe él mismo de ello.

## Elenco
- Oliver Masucci como Hansueli
- Fanny Ardant como Constance Rose Marie de La Valle
- John Cleese como Arthur William Dallas III
- Mickey Rourke como Bill Crush
- Sydne Rome como la Sra. Robinson
- Bronwyn James como Magnolia
- Joaquim de Almeida como Dr. Lima
- Luca Barbareschi como Bongo
- Alexander Petrov como Anton, el invitado ruso.
- Milán Peschel como Caspar Tell
- Fortunato Cerlino como Tonino
- Anton Pampushnyy como invitado ruso
- Irina Kastrinidis como Dubravka
- Matthew T. Reynolds como Simon Faraday
- Teco Celio como chef
- Michelle Shapa como Zoria
- Davide Gagliardi como camarero

## Producción

### Desarrollo
En abril de 2021, se anunció que Roman Polanski dirigiría The Palace, una comedia negra sobre los invitados al Palacio de Gstaad en la víspera de Año Nuevo de 1999.  Polanski coescribió el guion con el también director polaco Jerzy Skolimowski, quien también coescribió el primer largometraje de Polanski, El cuchillo bajo el agua (1962).  Luca Barbareschi produjo la película, bajo la dirección de Eliseo Entertainment, junto con RAI Cinema, CAB Productions y Lucky Bob.
En abril de 2022, Mickey Rourke, Joaquim de Almeida, John Cleese, Oliver Masucci, Fanny Ardant, Fortunato Cerlino y Alexander Petrov fueron elegidos para la película, mientras que Alexandre Desplat y Paweł Edelman actuaron como compositor y director de fotografía, respectivamente. Wild Bunch vendió la película para su distribución en Alemania y España durante el Festival de Cine de Cannes de 2022.
Barbareschi dijo que tuvo dificultades para encontrar financistas en Francia, donde tiene su sede Polanski y donde se produjeron la mayoría de sus películas anteriores.  Hervé de Luze y Carlo Poggioli se desempeñaron como editor y diseñador de vestuario, respectivamente. Ewa Piaskowska sirvió como guionista adicional, mientras que Viktor Dobronravov, Olga Kent, Naike Anna Silipo, Matthew T. Reynolds, Teco Celio, Marina Strakhova y Danylo Kotov se sumaron al elenco.

### Rodaje
La fotografía principal comenzó en febrero de 2022 en el Palacio de Gstaad en Gstaad, Suiza, y concluyó en junio. Originalmente, la filmación estaba programada para comenzar a fines de 2021. El 19 de octubre de 2022, la película se encontraba en las etapas finales de edición.

## Estreno
The Palace se estrenó fuera de competición en el 80.º Festival Internacional de Cine de Venecia, antes de ser estrenado en cines en Italia el 28 de septiembre de 2023 por 01 Distribution.  La película también se proyectó en el Festival de Cine de Zúrich el 3 de octubre de 2023. La película también se estrenará en Rusia el 23 de noviembre de 2023 por Pro:View, después de su estreno previsto para principios de 2023. Originalmente, la película debía estrenarse en cines en Europa en noviembre de 2022 y en Italia el 12 de enero  y el 6 de abril de 2023. La película no ha podido encontrar distribución en Estados Unidos, Reino Unido y Francia. El productor Luca Barbareschi afirmó que esto es similar a la película anterior de Polanski, Un oficial y un espía, que nunca se estrenó en Estados Unidos, Reino Unido, Australia o Nueva Zelanda.

### Taquillas
Al 13 de octubre de 2023, The Palace recaudó 338.768 dólares en Italia.

### Controversia
La presentación de The Palace en el 80.º Festival Internacional de Cine de Venecia ha sido controvertida y ha generado importantes críticas a sus organizadores debido a las diversas acusaciones de abuso sexual contra el director de la película. El director del festival, Alberto Barbera, defendió su inclusión y dijo específicamente de Polanski: "No entiendo por qué no se puede distinguir entre las responsabilidades del hombre y las del artista. Polanski tiene 90 años, es uno de los pocos maestros en activo, hizo una película extraordinaria. Puede que sea la última de su carrera, aunque espero que le guste De Oliveira, que hizo cine hasta los 105 años. Estoy firmemente entre los que en el debate distinguen entre la responsabilidad del hombre y la del artista."

## Recepción
Jo-Ann Titmarsh del London Evening Standard otorgó a The Palace una estrella sobre cinco, destacando la controversia que rodea a Polanski, al tiempo que calificó la película como "tan espantosa que el cineasta ya no puede ser defendido debido a su genio". Kevin Maher, escribiendo para The Times, dijo que la película era "una atrocidad abrasadora que se convierte instantáneamente en uno de los fracasos cinematográficos más atroces del año, posiblemente incluso de la década", y no la calificó con estrellas de cinco., y finalmente lo calificó de "notoriamente mala". Robbie Collin de The Telegraph, además de darle a la película una calificación de una sobre cinco estrellas, criticó el humor y comentó que "ha pasado al menos 23 años de su fecha de caducidad, aunque menos en el sentido de 'tú puedes'". "No cuentes estos chistes más" que "¿por qué querrías hacerlo?". 